# Mechteld Jansen
Mechteld Margaretha Jansen (Harderwijk, 19 februari 1960) was sinds december 2014 tot september 2021 rector van de Protestantse Theologische Universiteit. Tevens is zij hoogleraar missiologie aan dezelfde universiteit.

## Biografie
Mechteld Jansen studeerde theologie aan de Vrije Universiteit Amsterdam. Van 1986 tot 1989 was zij predikant van de gereformeerde kerk te Wageningen. Van 1989 tot 1993 werkte zij voor de Église Évangélique du Cameroun in Foumban, Kameroen. Vervolgens was Jansen tot 2001 docent missiologie aan het Hendrik Kraemer Instituut in Oegstgeest en later in Utrecht. In 2002 promoveerde zij aan de Vrije Universiteit te Amsterdam op het proefschrift Talen naar God: Wegwijzers bij Paul Ricoeur.
Van 2002 tot 2010 was Jansen universitair docent Geestelijke Zorg in Organisaties aan de Vrije Universiteit Amsterdam. Sinds 2008 is zij verbonden aan de Protestantse Theologische Universiteit, eerst als bijzonder hoogleraar missiologie en sinds 2011 als gewoon hoogleraar. In 2014 werd zij rector van deze universiteit.

## Privé
Mechteld Jansen is getrouwd en heeft twee zoons.